# Kajumschan Scharipow
Kajumschan Scharipow (kirgisisch Каюмжан Шарипов auch Kaiumzhan oder Kayumzhan Sharipov; * 27. Juli 1991) ist ein kirgisischer ehemaliger Fußballspieler.

## Karriere

### Verein
Scharipow begann seine Profikarriere bei FK Dordoi Bischkek. Von hier auswechselte er im 2010 zu FC Neftchi Kochkor-Ata, kehrte aber bereits nach einer Spielzeit zu FK Dordoi Bischkek zurück. Für diesen Verein erzielte er in den nächsten zwei Spielzeiten in 55 Ligaspielen 33 Tore. 2014 heuerte er beim armenischen Verein Gandsassar Kapan an und spielte hier kurze Zeit.
Zur Saison 2014/15 wechselte er in die türkische TFF 1. Lig zum westtürkischen Vertreter Osmanlıspor FK. Da er kirgisischer Staatsbürger ist, spielte er nach den Richtlinien des türkischen Fußballverbandes hier unter einem einheimischen Status und belegte somit keinen regulären Ausländerplatz. 2019 beendete er, nach mehreren Vereinswechseln, seine Karriere.

### Nationalmannschaft
Scharipow spielte seit dem AFC Challenge Cup 2010 zwölf Mal, bis zu seinem letzten Einsatz im September 2014 gegen Kasachstan, für die Kirgisische Nationalmannschaft.

## Erfolge
Mit Osmanlıspor FK
- Vizemeister der TFF 1. Lig und Aufstieg in die Süper Lig: 2014/15 (Ohne Ligaeinsatz)